# Virtual Extensible LAN
Virtual Extensible LAN(VXLAN)とは、大規模なクラウドコンピューティング導入に関連するスケーラビリティ問題に対処しようとするネットワーク仮想化技術である。VLANのようなカプセル化技術を使用して、IANA割り当てとしてUDPポート番号4789番をデフォルトとして使用し、OSIレイヤー2/イーサネットフレームをレイヤー4/UDPデータグラム内にカプセル化する。VXLAN トンネルを終端し、仮想または物理スイッチポートのいずれかであるVXLAN エンドポイントは、VXLANトンネルエンドポイント(VTEP)と呼ばれる。 
VXLAN は、オーバーレイカプセル化プロトコルを標準化する取り組みの進化形である。これにより、最大約1600万の論理ネットワークのスケーラビリティが向上し、IPネットワーク全体でのレイヤー2隣接が可能になる。ヘッドエンドレプリケーション(HER)を使用したマルチキャストまたはユニキャストは、ブロードキャスト、不明なユニキャスト、およびマルチキャスト(BUM)トラフィックをフラッディングするために使用される。 
VXLAN 仕様は、当初、VMware、Arista Networks、およびCiscoによって作成された 。VXLAN は、Huawei、Broadcom、Citrix、Pica8、Big Switch Networks、Cumulus Networks、Dell EMC、Ericsson、Mellanox、FreeBSD、OpenBSD、Red Hat、 Joyent、ジュニパーネットワークスが技術支援している。 
VXLAN はRFC 7348でIETFによって正式に文書化された。VXLAN はMAC-in-UDPパケットカプセル化モードを使用して、オブジェクトの一部のコンポーネントへの直接アクセスを制限する。 
Open vSwitchは、VXLAN オーバーレイネットワークをサポートするソフトウェアベースの仮想ネットワークスイッチの例である。 

## 参考
- Distributed Overlay Virtual Ethernet (DOVE)
- Ethernet VPN (EVPN)
- GENEVE, an industry effort to unify both VXLAN and NVGRE technologies
- Generic Routing Encapsulation (GRE)
- IEEE 802.1ad, an Ethernet networking standard, also known as provider bridging, Stacked VLANs, or simply QinQ.
- NVGRE, a similar competing specification
- Overlay Transport Virtualization (OTV)
- Virtual Local Area Network (VLAN)
- Layer 2 Tunneling Protocol (L2TP)